# Wyeth Heights
Die Wyeth Heights sind eine Gruppe von Felsengipfeln im ostantarktischen Coatsland. Sie ragen bis zu 1335 m hoch am Kopfende des Blaiklock-Gletschers auf und bilden den südöstlichen Ausläufer der Otter Highlands im Westen der Shackleton Range.
Vermessen wurden sie 1957 von Teilnehmern der Commonwealth Trans-Antarctic Expedition (1955–1958) unter der Leitung des britischen Polarforschers Vivian Fuchs. Dem schlossen sich 1967 Luftaufnahmen der United States Navy und von 1968 bis 1971 weitere Vermessungsarbeiten durch den British Antarctic Survey an. Das UK Antarctic Place-Names Committee benannte sie 1972 nach der Robert Beals „Bob“ Wyeth (* 1947), einem Geologen des Survey auf der Stonington-Insel von 1971 bis 1973, der 1971 in der Shackleton Range tätig war.